# Роббі Лангерс
Роберт «Роббі» Лангерс (люксемб. Robert „Robby“ Langers, нар. 1 серпня 1960, Люксембург) — люксембурзький футболіст, що грав на позиції нападника, насамперед за низку французьких клубів та за національну збірну Люксембургу.

## Клубна кар'єра
У дорослому футболі дебютував 1979 року виступами за команду «Уніон» (Люксембург). У своєму ж першому сезоні на дорослому рівні став найкращим бомбардиром чемпіонату Люксембургу з 26-ма забитими за сезон м'ячами. 
Влітку 1980 року юного забивного форварда запросила до своїх лав менхенгладбаська «Боруссія», проте в лавах одного з лідерів тогочасної Бундесліги нападнику заграти не вдалося. За два сезони взяв участь лише у трьох іграх німецької першості.
1982 року перейшов до французького «Марселя», де провів один сезон у Лізі 2. Наступний сезон 1983/84 провів вже у Лізі 1 у складі «Меца», утім після цього повернувся до другого французького дивізіону, де протягом 1984–1989 років захищав кольори  команд «Кемпер Корнуей», «Генгам» та «Орлеан».
У складі останньої команди в сезоні 1988/89 став найкращим бомбардиром Ліги 2 з 27-ма забитими голами, після чого отримав запрошення до «Ніцци», на той час представника Ліги 1, де провів три сезони. Згодом ще один сезон провів у вищому французькому дивізіоні у складі «Канна».
Протягом 1992–1994 років грав у другому футбольному дивізіоні Швейцарії, де по одному сезону провів за «Івердон Спорт» та «Етуаль Каруж».
Згодом два сезони захищав кольори «Айнтрахта» (Трір), представника третього дивізіону Німеччини.
Завершував ігрову кар'єру на батьківщині, де у 1996–1998 роках по одному сезону відіграв за «Ф91 Дюделанж» і рідний «Уніон».

## Виступи за збірну
1980 року дебютував в офіційних матчах у складі національної збірної Люксембургу.
Загалом протягом кар'єри у національній команді, яка тривала 19 років, провів у її формі 73 матчі, забивши 8 голів.

## Титули і досягнення
- Найкращий бомбардир чемпіонату Люксембургу (1):

1979/80 (26 голів)
- Найкращий бомбардир французької Ліги 2 (1):

1988/89 (27 голів)